# Adolf Čech
Adolf Čech (vlastním jménem Adolf Tausík, 11. prosinec 1841 Prčice – 27. prosinec 1903 Praha), byl český dirigent. Dirigoval mnoho premiér děl Bedřicha Smetany, Antonína Dvořáka či Zdeňka Fibicha. Jeho mladším bratrem byl operní pěvec Karel Čech.

## Životopis
Vystudoval gymnázium (1859) a techniku (1862) v Praze. K jeho hudebním učitelům patřili varhaníci Josef Krejčí a Karel František Pitsch, podle některých zdrojů ho učil i František Škroup. Dirigovat začal v ochotnickém Mikulášském divadle. 
Roku 1862 se stal sbormistrem Prozatímního divadla, občas zde vystupoval i jako zpěvák. V roce 1864 se stal druhým kapelníkem Prozatímního divadla. Post držel zhruba rok, pak přestoupil do městského německého divadla v Olomouci a následně nastudoval několik operet se společností H. Trena v Prostějově a v Šumperku. Poté se vrátil do Prahy, od roku 1866 byl znovu druhým kapelníkem Prozatímního divadla. V roce 1876 byl jmenován prvním kapelníkem, tento post zastával i po otevření Národního divadla (do něhož zaměstnanci Prozatímního divadla přešli). Rád premiérově (v Česku) uváděl díla Offenbachova (Bandité, Trebizondská princezna, Sněhulák, Pytláci, Modrovous, Krásná Helena), Straussova (Cagliostro, Netopýr), Wagnerova (Lohengrin, Mistři pěvci norimberští). 
Absolutní důvěru k němu měl Bedřich Smetana, uvedl řadu jeho premiér, v roce 1882 například dirigoval první uvedení kompletní Mé vlasti. V roce 1892 vedl orchestr Národního divadla na Mezinárodní hudební a divadelní výstavě ve Vídni. V roce 1899 se postavil proti angažování Karla Kovařovice do funkce vedoucího opery Národního divadla. Když byl Kovařovic v roce 1900 přece jen angažován, Čech na protest Národní divadlo opustil. Rozloučil se 30. 6. 1900, kdy dirigoval Prodanou nevěstu.

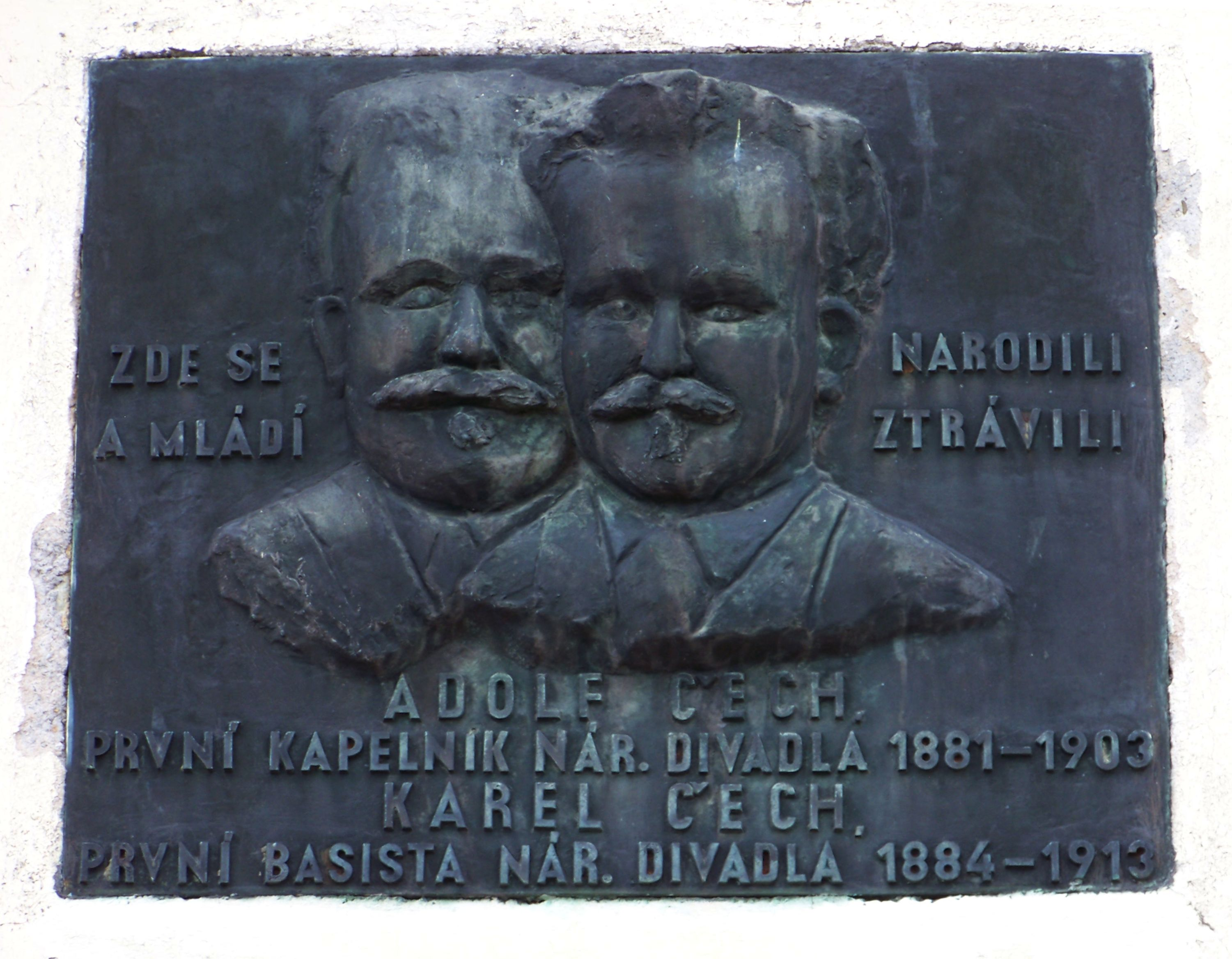
Pamětní deska Adolfa a Karla Čechových na jejich rodném domě v Prčici čp. 115

Sám komponoval, napsal hudbu k devíti činohrám a hrám se zpěvy. Napsal též řadu kupletů pro Jindřicha Mošnu, psal pro něj dokonce i některé komické scénky. Napsal paměti pod názvem Z mých divadelních pamětí (1903). Jeho bratr Karel Čech byl operním zpěvákem, rovněž angažovaným v Prozatímním a Národním divadle.
Zemřel koncem roku 1903 a byl pohřben na Olšanských hřbitovech.